# Record dell'Euroleague Basketball
Qui sotto sono riportati tutti i maggiori record ottenuti in Euroleague Basketball (anche detta "Eurolega") dalla stagione 2000-2001

## Realizzati in un'unica partita

### Voci statistiche

#### Punti
- Punti in una partita
  - 50 da Nigel Hayes, Fenerbahçe (vs. Alba Berlino) il 29 Marzo 2024

#### Minuti
- Minuti giocati in una partita
  - 50 da Marcus Brown, Anadolu Efes (vs. Barcellona) il 30 Ottobre 2002
  - 50 da Carlos Arroyo, Galatasaray (vs. Crvena Zvezda) il 21 novembre 2014

#### Rimbalzi
- Rimbalzi totali in una partita
  - 24 da Antōnīs Fōtsīs, Dinamo Mosca (vs. Benetton Treviso) il 21 marzo 2007

- Rimbalzi offensivi in una partita
  - 16 da Nikola Milutinov, CSKA Mosca (vs. Olimpia Milano il 30 dicembre 2020

- Rimbalzi difensivi in una partita
  - 18 da Donatas Motiejunas, Prokom Gdynia (vs. Union Olimpija ) il 7 dicembre 2011

#### Assist
- Assist in una partita
  - 20 da Codi Miller-McIntyre, Saski Baskonia (vs. Asvel Lyon-Villeurbanne) il 8 febbraio 2024

#### Palle rubate
- Palle rubate in una partita
  - 11 da Jeff Trepagnier, Ülkerspor (vs. Partizan Belgrado) il 26 gennaio 2006

#### Stoppate
- Stoppate in una partita
- 8 da Grygorii Khizhniak, Žalgiris (vs.Estudiantes) il 14 dicembre 2000
  - Stoppate subite in una partita
  - 6 da Jayson Granger, Union Olimpija (vs. Maccabi Tel Aviv) il 13 novembre 2014

### Canestri
- Canestri dal campo segnati in una partita
  - 18 da Kambala Kaspars, Anadolu Efes (vs. Barcellona) il 10 febbraio 2002

- Tiri dal campo tentati in una partita
  - 28 da Kambala Kaspars, Anadolu Efes (vs. Barcellona) il 10 febbraio 2002

### Tiri liberi
- Tiri liberi realizzati in una partita
  - 17 da Davor Kus, Košarkaški klub Cibona (vs. Union Olimpija ) il 14 dicembre 2006
  - 17 da Andrija Zizic, Olympiakos (vs. Maccabi Tel Aviv) il 5 gennaio 2006

- Tiri liberi tentati in una partita
- 21 da Bobby Brown, Mens Sana Siena (vs. Élan Sportif Chalonnais) il 2 novembre 2012

### Tiri da tre
- Tiri da tre realizzati in una partita
  - 10 da Andrew Goudelock, Fenerbahçe (vs.Bayern Monaco ) il 13 novembre 2014
  - 10 da Shane Larkin, Anadolu Efes (vs. Bayern Monaco) il 29 Novembre 2019
  - 10 da Shane Larkin, Anadolu Efes (vs. Olympiakos) il 6 marzo 2020

- Tiri da tre tentati in una partita
  - 21 da Alexey Shved, Khimki (vs Olympiakos) il 18 dicembre 2019